# Servizio volontario europeo
Il servizio volontario europeo (in sigla SVE) è un'esperienza di formazione finanziata dalla Commissione europea attraverso il programma "Erasmus+" (2014-2020), che permette ad un giovane di età compresa tra i 17 e i 30 anni di svolgere un progetto di volontariato in un altro paese per un periodo normalmente compreso tra 2 e 12 mesi. Esistono SVE di durata inferiore ai 2 mesi, ma sono solitamente riservati a giovani con minori opportunità o a progetti di gruppo in cui diversi volontari svolgono insieme lo stesso servizio. Lo SVE fa parte della Key Action 1 del più ampio programma "Erasmus+" il cui obiettivo è sostenere l'educazione non formale in Europa. Lo SVE esiste dal 1998, anno in cui per la prima volta un programma biennale chiamato "European Voluntary Service for Young People" fu approvato dalla Commissione europea. 
Le attività in uno SVE possono essere le più diverse, attività con i bambini, nel campo dell'ambiente, dell'arti e della cultura.
Ogni progetto coinvolge una partnership triangolare, ovvero un volontario, un'organizzazione di invio e una di accoglienza. Uno dei paesi coinvolti nel progetto deve essere per forza un paese dell'Unione europea. 

## Scopi
Gli scopi di tale programma sono:
- sviluppare la solidarietà;
- promuovere la tolleranza;
- rafforzare la coesione sociale all'interno dell'Unione europea;
- migliorare le competenze dei giovani in modo che possano accedere più facilmente al mercato del lavoro;
- migliorare la comprensione reciproca fra i giovani.

## Aspetti finanziari
La maggior parte dei costi per il volontario sono coperti dall'organizzazione di accoglienza, che ospita il progetto e riceve il finanziamento dal programma Youth in Action attraverso l'Agenzia Nazionale per i Giovani.
In particolare per il partecipante:
- i costi di viaggio, purché ragionevoli, sono coperti per circa il 90%. Dal 1º gennaio 2014 infatti con l'avvio del programma Erasmus+ il rimborso è forfettario per fasce chilometriche invece che essere in percentuale sul costo del viaggio.
- l'organizzazione di accoglienza fornisce al volontario il vitto, l'alloggio e la formazione linguistica.
- il volontario riceve inoltre una somma forfettaria per le proprie spese personali. La somma varia da paese a paese.

Tutti i volontari sono assicurati contro malattia, incidenti, invalidità permanente, e rimpatrio in caso di motivi seri. L'assicurazione copre anche il rimborso delle spese mediche per malattie croniche (protesi dentarie, occhiali, ecc.) purché le cure siano effettuate all'interno del periodo di SVE. 
L'accesso al servizio volontario europeo è completamente gratuito: non è infatti consentito a nessuna organizzazione accreditata per l'invio o per l'accoglienza di volontari SVE chiedere ai giovani delle somme di denaro ad alcun titolo. L'unico costo a carico del volontario può essere costituito da una parte delle spese di viaggio solo se il contributo forfettario previsto non arriva al 100% delle spese effettivamente sostenute. 

## Procedura
Il volontario che volesse partire, deve per prima cosa, trovare da solo o assieme ad una organizzazione di invio un progetto per cui candidarsi.
Esistono diversi database che raccolgono le organizzazioni accreditate per i progetti, oltre al database ufficiale, che raccoglie tutti i progetti disponibili, ma ha il difetto di non riportare quali effettivamente stiano cercando volontari, esistono database più informali come youthnetwork.
Una volta trovato il progetto, il volontario deve candidarsi per esso, usualmente inviando il suo Curriculum Vitae e una lettera di motivazioni. Solitamente ci si candida per molti progetti prima di trovarne uno, almeno una cinquantina in media. 
Il servizio volontario europeo, si può svolgere una sola volta nella vita. Particolari eccezioni esistono, ma solo per progetti a breve termine, usualmente riservati a giovani con minori opportunità.